# Pseudechiniscus alberti
Pseudechiniscus alberti är en djurart som tillhör fylumet trögkrypare, och som beskrevs av Hieronymus Dastych 1987. Pseudechiniscus alberti ingår i släktet Pseudechiniscus och familjen Echiniscidae. Inga underarter finns listade i Catalogue of Life.